# Provincia de Bolognesi
La provincia de Bolognesi es una de las veinte que conforman el departamento de Áncash en el Perú. Limita por el norte con las provincias de Recuay y Huari; por el este con el departamento de Huánuco, y por el sur y el oeste con las provincias de Ocros y Huarmey, y el departamento de Lima.

## Toponimia
El nombre de la provincia hace referencia al coronel Francisco Bolognesi, militar peruano y héroe nacional caído en la batalla de Arica en 1880 durante la guerra del Pacífico.

## Historia
El 22 de octubre del año 1903, en el gobierno del presidente Manuel Candamo Iriarte, se promulga una ley creando la provincia de Bolognesi, con su capital, la villa de Chiquián.

## Geografía
Tiene una superficie de 3155 km².

## Capital
La capital de esta provincia es la ciudad de Chiquián.

## Autoridades

### Regionales
- Consejero regional
  - 2019-2022:[1] Manuel Alberto Lara Márquez (Siempre Unidos)

### Municipales
- 2019-2022[1]
  - Alcalde: Gudberto Carrera Padilla, de Siempre Unidos.
  - Regidores:

  1. Justo Vicente Menacho Yanac (Siempre Unidos)
  2. Zoila Rosa Gamarra Jara (Siempre Unidos)
  3. Víctor Teodoro Alvarado Allauca (Siempre Unidos)
  4. Jhovana Juliana Romero Carhuachín (Siempre Unidos)
  5. Idrugo Ricardo Venturo Calderón (Siempre Unidos)
  6. Catalina del Pilar Romero Velázquez (Movimiento Independiente Regional Río Santa Caudaloso)
  7. Rober Obregón Velázquez (Alianza para el Progreso)

## División administrativa
La provincia se divide en quince distritos:
| Chiquián Mangas Huasta |                         |                          |                  |                  |                      |        |              |                         |
| Chiquián Mangas Huasta | Distrito                | Creación                 | Población (2014) | Superficie (km²) | Densidad (habs./km²) | Anexos | Capital      | Aquia Pachapaqui Llámac |
| ---------------------- | ----------------------- | ------------------------ | ---------------- | ---------------- | -------------------- | ------ | ------------ | ----------------------- |
| Chiquián Mangas Huasta | Abelardo Pardo Lezameta | 28 de enero de 1956      | 1129             | 11,31            | 23,2                 |        | Llaclla      | Aquia Pachapaqui Llámac |
| Chiquián Mangas Huasta | Antonio Raimondi        | 24 de abril de 1962      | 1099             | 118,7            | 10,5                 |        | Raquia       | Aquia Pachapaqui Llámac |
| Chiquián Mangas Huasta | Aquia                   | 2 de enero de 1857       | 2574             | 434,6            | 6,4                  | 9      | Aquia        | Aquia Pachapaqui Llámac |
| Chiquián Mangas Huasta | Cajacay                 | 2 de enero de 1857       | 1623             |                  | 9,05                 | 5      | Cajacay      | Aquia Pachapaqui Llámac |
| Chiquián Mangas Huasta | Canis                   | 29 de enero de 1965      | 1166             | 19,45            | 13,2                 |        | Canis        | Aquia Pachapaqui Llámac |
| Chiquián Mangas Huasta | Chiquián                |                          | 3723             | 184,16           | 24,48                |        | Chiquián     | Aquia Pachapaqui Llámac |
| Chiquián Mangas Huasta | Cólquioc                | 29 de enero de 1965      | 3896             | 274,61           | 7,2                  |        | Chasquitambo | Aquia Pachapaqui Llámac |
| Chiquián Mangas Huasta | Huallanca               | 2 de enero de 1857       | 8288             | 873,39           | 7,3                  |        | Huallanca    | Aquia Pachapaqui Llámac |
| Chiquián Mangas Huasta | Huasta                  | 28 de enero de 1863      | 2563             | 387,91           | 5,9                  |        | Huasta       | Aquia Pachapaqui Llámac |
| Chiquián Mangas Huasta | Huayllacayán            | 2 de enero de 1857       | 1133             | 127,99           | 10,6                 |        | Huayllacayán | Aquia Pachapaqui Llámac |
| Chiquián Mangas Huasta | La Primavera            | 21 de septiembre de 1985 | 878              | 68,61            | 4,6                  |        | Gorgorillo   | Aquia Pachapaqui Llámac |
| Chiquián Mangas Huasta | Mangas                  |                          | 572              | 115,84           | 4,8                  |        | Mangas       | Aquia Pachapaqui Llámac |
| Chiquián Mangas Huasta | Pacllón                 | 2 de enero de 1857       | 1706             | 211,98           | 6,4                  |        | Pacllón      | Aquia Pachapaqui Llámac |
| Chiquián Mangas Huasta | San Miguel de Corpanqui | 15 de octubre de 1954    | 1176             | 43,78            | 8,2                  |        | Corpanqui    | Aquia Pachapaqui Llámac |
| Chiquián Mangas Huasta | Ticllos                 | 2 de enero de 1857       | 1213             | 89,41            | 9,6                  |        | Ticllos      | Aquia Pachapaqui Llámac |

## Deportes

### Fútbol
| Club              | Fundación | Ciudad       | Liga                                   |
| ----------------- | --------- | ------------ | -------------------------------------- |
| Atlético Tarapacá | 85 años   | Chiquian     | Liga Distrital de Chiquian             |
| Sport Cahuide     | 82 años   | Chiquian     | Liga Distrital de Chiquian             |
| Deportivo Cóndor  | 75 años   | Pachapaqui   | Liga Distrital de Aquia                |
| El Chasqui        | 65 años   | Chasquitambo | Liga Distrital de Colquioc / Copa Perú |
| Reacción Aquia    |           | Aquia        | Liga Distrital de Aquia                |